# سنت‌مایکل سیدمن (پنسیلوانیا)
سنت‌مایکل سیدمن (به انگلیسی: St. Michael-Sidman) یک منطقهٔ مسکونی در ایالات متحده آمریکا است که در شهرستان کمبریا، پنسیلوانیا واقع شده‌است. سنت‌مایکل سیدمن ۵٫۳ کیلومتر مربع مساحت و ۹۷۳ نفر جمعیت دارد.